# 6Ч29

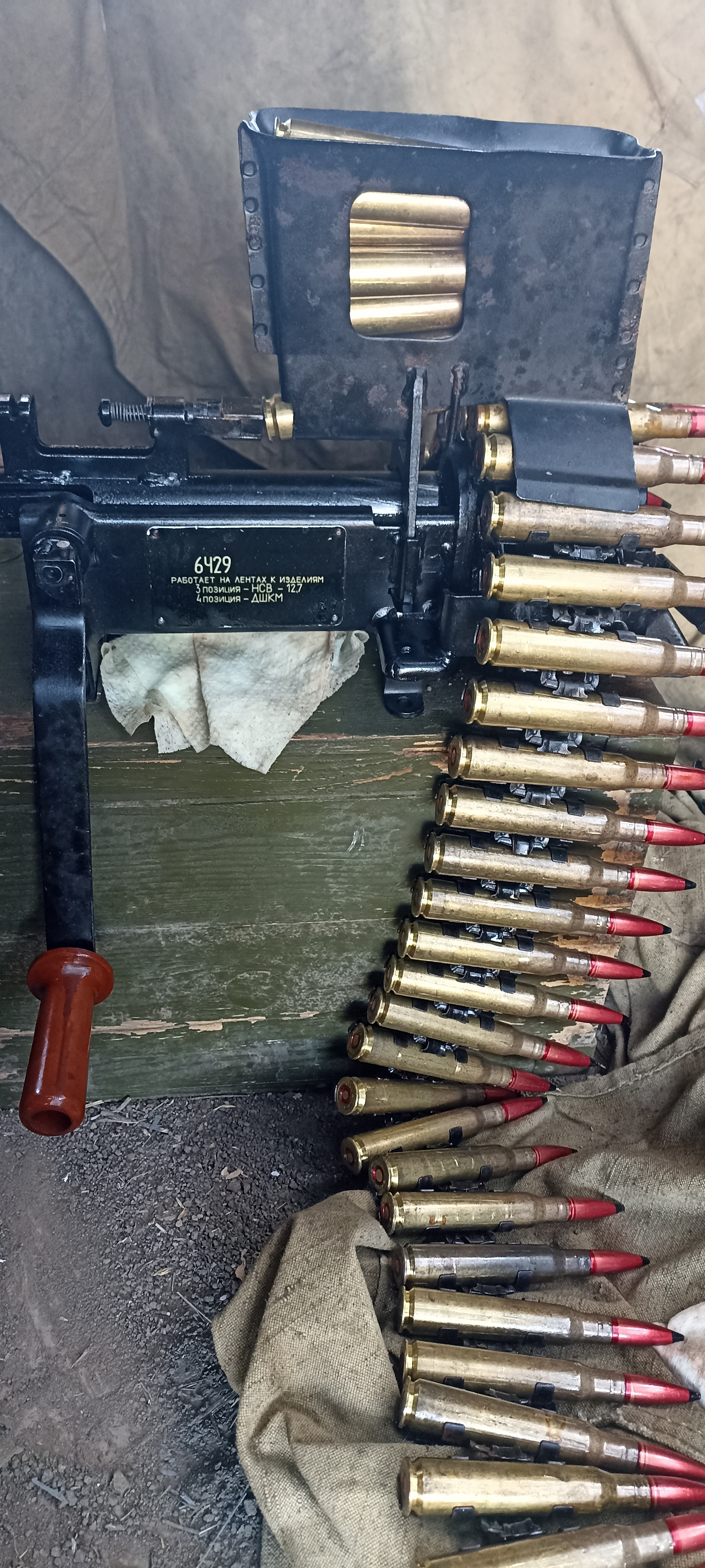

Устройство для заряжания/разряжания лент НСВ (3 позиция) и ДШКМ (4 позиция), индекс ГРАУ 6Ч29, где «6» —пехотное вооружение, «Ч» —вспомогательные средства, «29» — номер изделия.
Поставляется в ящике, в котором имеется молоток-отвёртка, щётка для чистки, ручка и паспорт. Устройство фиксируется на ящике благодаря специальным пазам. Из-за сходства с одноимённым устройством получило прозвище «мясорубка».
Патроны подаются сверху, через специальное жерло от 1 до 9 и заряжаются последовательно, после каждого проворота ручки по часовой или против часовой, проваливаясь один за другим сверху вниз.